# Limonium sinuatum
A estátice, sempre-viva, sempre-viva-azul, ou lavanda-do-mar (Limonium sinuatum) é uma espécie de planta com flor pertencente à família Plumbaginaceae. 
A autoridade científica da espécie é (L.) Mill., tendo sido publicada em The Gardeners Dictionary: . . . eighth edition no. 6. 1768.

## Portugal
Trata-se de uma espécie presente no território português, nomeadamente em Portugal Continental e no Arquipélago da Madeira.
Em termos de naturalidade é nativa de Portugal Continental de introduzida no Arquipélago da Madeira.

## Protecção
Não se encontra protegida por legislação portuguesa ou da Comunidade Europeia.